# Jonny Eduardo Reyes Sequera
Jonny Eduardo Reyes Sequera S.B.D. (Caracas, 5 de octubre de 1952) es un obispo católico, teólogo y profesor venezolano.
Actualmente desde 2015 es el nuevo obispo titular de Canapium y el vicario apostólico de Puerto Ayacucho.

## Biografía
Nacido en la ciudad de Caracas, el día 5 de octubre de 1952. Sus padres son Benito Reyes y Flor Sequera de Reyes.
Cuando era joven, descubrió su vocación religiosa y decidió unirse a la congregación "Pía Sociedad de San Francisco de Sales" (más conocidos como los salesianos, S.D.B.).
Realizó su formación eclesiástica en el Seminario Salesiano Santa María de Los Teques. Durante esos años hizo su primera profesión el 31 de agosto de 1969 en San Antonio de Los Altos, su profesión perpetua el 6 de junio de 1976 en el Seminario San Pablo de Jerusalén, fue ordenado diácono el 14 de mayo de 1978 en el mismo seminario y finalmente el 8 de diciembre de 1979 fue ordenado sacerdote en el Templo Nacional San Juan Bosco de Altamira.
También se trasladó a Italia, donde se licenció en Teología moral por la Academia Pontificia Alfonsiana de Roma. A su regreso a Venezuela fue Superior Provincial de los Salesianos y además ejerció de profesor de los novicios de la Inspectoría Salesiana "San Lucas".

### Episcopado
El 14 de octubre de 2015, el Papa Francisco lo nombró obispo titular de Canapium y VII vicario apostólico de Puerto Ayacucho.
Recibió la Consagración Episcopal el 10 de enero de 2016, a manos de su predecesor en el cargo Mons. José Ángel Divassón Cilveti, S.B.D.